# Jaroslav Žváček
Jaroslav Žváček (* 1989 Šumperk) je český spisovatel, autor knihy Lístek na cestu z pekla, která získala cenu Magnesia Litera v kategorii Objev roku a taktéž byla nominována na Cenu Jiřího Ortena.
Většinu života strávil v Bludově, poté odjel studovat scenáristiku na pražské FAMU, kde je až dosud.[kdy?] Žije v Praze 4 – Nuslích.[kdy?]
Dle jeho scénáře byl natočen film Kobry a užovky. Pro A studio Rubín vytvořil divadelní hru Obludov. Scenáristicky se podílel na seriálu Vinaři.